# Вулиця Василя Кириченка
Ву́лиця Василя Кириченка — вулиця у місті Бровари Київської області.

## Опис
Вулиця має протяжність 200 метрів. Забудова — винятково приватна садибна, усього близько 11-ти садиб.

## Розміщення
Вулиця Василя Кириченка розміщена у місцевості Старий центр. Починається від вулиці Гоголя, закінчується вулицею Антоніни Дворянець. До вулиці Василя Кириченка примикає вулиця Герцена.

## Історія
До 25 грудня 2015 року вулиця мала назву вулиця Ватутіна — на честь Миколи Ватутіна.